# 寺田勇吉
寺田 勇吉（てらだ ゆうきち、1853年7月17日（嘉永6年6月12日） - 1921年（大正10年）10月11日）は明治時代から大正時代にかけての日本の文部官僚、教育者。位階および勲等は正四位・勲四等。
東京高等商業学校（一橋大学の前身）、日本橋高等女学校（日本橋女学館高等学校の前身）校長、日本体育会体操学校（日本体育大学の前身）女子部長、九段精華高等女学校長を歴任した。

## 経歴
四谷の幕臣寺田高吉の次男として生まれる。戊辰戦争の際には彰義隊に加わった。1970年（明治3年）より大学南校（開成学校）で、ドイツ学・鉱山学を学び、1874年（明治7年）より鉱山局に出仕した。1878年（明治11年）より太政官に出仕し、東京外国語学校教諭、大学予備門教諭、第一高等中学校教諭を務め、外国語教育に当たった。欧米諸国への視察を経て、文部省参事官・第一高等学校教授、文部書記官・文部省参事官、視学官を歴任。1902年（明治35年）、高等商業学校校長に就任した。
その後、東京市教育会の設立や日本橋高等女学校の創設に加わった。1905年（明治38年）、精華学校を開校し、1911年（明治44年）には九段精華高等女学校を開校した。さらに日本体育会体操学校女子部の運営にもあたった。大正10年10月11日卒去。墓所は音羽護国寺共葬墓地。

## 栄典・授章・授賞
- 1884年（明治17年）9月30日 - 従七位[4]

## 著作
著書

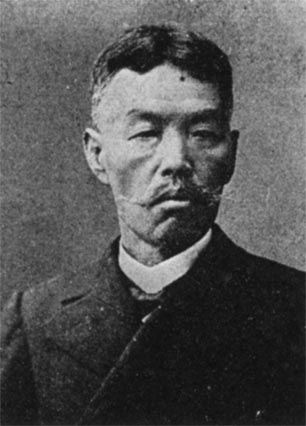
寺田勇吉

- 『育児論』 間室親遠、1892年4月
  - 瀧澤利行編 『近代日本養生論・衛生論集成 第13巻』 大空社、1993年4月、ISBN 4872362551
- 『教育叢書 教育制度』 普及舎、1896年11月
- 『学校改良論』 南江堂、1898年11月
  - 『学校改良論』 大空社〈日本教育史基本文献・史料叢書〉、1993年3月、ISBN 4872366239
  - 寺崎昌男、小熊伸一編 『日本の教師 17 校長として、リーダーとして』 ぎょうせい、1994年9月、ISBN 432403558X - 抄録
- 『商業軌範』 普及舎、1902年11月（3冊）
- 『教育統計学講義』 千葉県庁第二部、1906年4月
- 『教育統計学』 同文館、1906年4月
- 『寺田式 国民健康法』 開発社、1912年4月
- 『寺田勇吉経歴談』 精華学校、1919年5月
- 『健康旅行』 玄文社、1920年7月
- 『学校より家庭へ』 精華学校、1921年2月
  - 『学校より家庭へ 続編』 精華学校、1922年2月

訳書
- 『日本家屋保険論』 1878年6月
  - 森荘三郎著 『経済資料 日本家屋保険国営論』 有斐閣、1925年5月
  - 國學院大學日本文化研究所編 『近代日本法制史料集 第十四 マイエット答議一』 國學院大學、1993年8月、ISBN 4130979647
- 『普国「ポッテスダーム」「フランクフルト」両県建築警察条例』 警視局、1880年3月
- 『統計条例草案』 相原重政合訳、1881年3月
  - 総理府統計局編 『総理府統計局百年史資料集成 第1巻』 日本統計協会、1973年3月
- 『財政原論』 平塚定二郎共訳、八尾新助、1891年10月

編書
- 『万国統計表』 嘉村今朝一共編、山中市兵衛、1882年11月
- 『独英和 三対字彙大全』 高良二共訳、共同館、1886年1月
- 『独英和 三対小字彙』 保志虎吉共著、共同館、1893年9月
- 『商工修身教科書』 古川義天共編、中外図書局、1905年3月（4冊）

## 関連文献
- 前掲 『寺田勇吉経歴談』
- 青木清隆 「寺田勇吉の生涯と業績」（見形道夫先生退職記念論集刊行会編 『見形道夫先生退職記念論集 体操とスポーツと教育と』 見形道夫先生退職記念論集刊行会、1989年12月）
- 恩田裕 「休暇集落の成立過程」（『教養論集』第12号、成城大学法学会、1995年12月、NAID 110000536922）

| その他の役職       | その他の役職                                   | その他の役職         |
| ------------------ | ---------------------------------------------- | -------------------- |
| 先代 （新設）      | 私立九段精華高等女学校長 1911年 - 1921年       | 次代 湯本武比古      |
| 先代 校長 加納久宜 | 私立日本体育会荏原中学校長代理 1912年 - 1915年 | 次代 代表者 宗宮信行 |
| 先代 浦田治平      | 私立日本橋高等女学校長 1907年 - 1908年         | 次代 田中敬一        |